# Avior Airlines
Avior Airlines là hãng hàng không có trụ sở tại Barcelona, Anzoátegui, Venezuela. Hãng này hoạt động nội địa Venezuela và các thành phố châu Mỹ. Căn cứ chính nằm ở Sân bay quốc tế General JA Anzoagegui, Barcelona.

## Lịch sử
Hãng này được thành lập và bắt đầu hoạt động năm 1994. Ban đầu hãng này có một chiếc máy bay 5 chỗ Cessna Skymaster với chuyến bay thuê bao nối với đảo Margarita và Canaima. Chủ sở hữu của hãng gồm Jorge Añez Dager (50%) và Rafael Ciarcia Walo (50%) (chủ tịch).

## Bắc Mỹ&vùng Caribe
- Antille thuộc Hà Lan Vương quốc Hà Lan
  - Aruba
    - Oranjestad (Sân bay quốc tế Queen Beatrix)

  - Antille thuộc Hà Lan
    - Willemstad, Curaçao (Sân bay quốc tế Hato)
- Pháp Martinique
  - Fort-de-France (Sân bay Le Lamentin)
- Trinidad và Tobago
  - Port of Tây Ban Nha (Sân bay quốc tế Piarco)
- Hoa Kỳ
  - Miami

## Nam Mỹ
- Venezuela Venezuela
  - Acarigua (Aeropuerto Nacional Oswaldo Guevara Mujica)
  - Barcelona (Sân bay quốc tế Generál José Antonio Anzoátegui) Hub
  - Barinas (Barinas Airport)
  - Barquisimeto (Sân bay quốc tế Jacinto Lara)
  - Canaima (Aeropuerto de Canaima)
  - Caracas (Sân bay quốc tế Simón Bolívar)
  - Carupano (Sân bay quốc tế General José Francisco Bermúdez)
  - Cumana (Sân bay Antonio José de Sucre)
  - El Vigia (Sân bay Juan Pablo Perez Alfonso)
  - quần đảo Los Roques (Sân bay Los Roques)
  - Maracaibo (Sân bay quốc tế La Chinita)
  - Maracay (Aeropuerto Civil Florencio Gomez)
  - Merida (Sân bay Alberto Carnevalli)
  - Porlamar (Sân bay Del Caribe International General Santiago Marino)
  - Puerto Ordaz (Sân bay Manuel Carlos Piar Guayana)
  - San Tomé (Sân bay San Tomé)
  - Santa Ana de Coro (Sân bay José Leonardo Chirinos)
  - Valencia (Sân bay quốc tế Arturo Michelena)
  - Valera (Sân bay Dr. Antonio Nicolás Briceno)

## Đội máy bay
Đội máy bay của hãng Avior Airlines có các máy bay sau (tháng 3 năm 2008):
- 11 Raytheon Beech 1900D Airliner
- 6 Boeing 737-200